# Битва при Нойкалені
Битва при Нойкалені відбулася поряд із селищем Нойкален під час Семирічної війни між шведськими і прусськими військами 2 січня 1762. Шведським військам під командуванням Карла Костянтина Де Карналля вдалося вщент розбити прусський загін, який розташувався табором на пагорбі біля міста Мальхін. Це була остання битва шведських і прусських військ під час війни.